# Cal Cinto (Alella)
Cal Cinto és un edifici d'Alella (Maresme) inclòs a l'Inventari del Patrimoni Arquitectònic de Catalunya.

## Descripció
Es tracta d'un edifici civil, la construcció del qual va ser formada en tres cossos, tots ells amb planta baixa i pis. Encara que un petit mur amaga les cobertes, es pot veure que al cos central hi ha una teulada de dos vessants amb el carener perpendicular a la façana i que els cossos laterals només tenen un vessant que desguassa al mateix lloc que el cos central.
Destaquen especialment els laterals de la construcció formats per porxos amb arcades de mig punt i balustrades que donen al conjunt un aire clàssic.